# Mieczysław Fęglerski
Mieczysław Fęglerski (ur. 28 listopada 1930 w Buku, woj. wielkopolskie, zm. 8 lutego 2011 w Poznaniu) – polski koszykarz. Reprezentant Polski, ligowiec w barwach Lecha Poznań. Występował na pozycji obrońcy.

## Życiorys
Absolwent Politechniki Poznańskiej. Inżynier budownictwa.
Jeden z najlepszych polskich koszykarzy lat pięćdziesiątych. Pierwszy zawodnik, który przekroczył liczbę 100 występów w reprezentacji Polski. Dwukrotnie występował na ME: w 1955 w Budapeszcie zajął z drużyną 5 miejsce. Zagrał wówczas w ośmiu z 11 meczów, zdobywając 88 punktów. W ankiecie trenerów i dziennikarzy został wybrany do pierwszej piątki mistrzostw. W 1957 w Sofii zajął z reprezentacją 7 miejsce. Zagrał w dziewięciu z 10 meczów, zdobył 49 punktów. W 105 meczach dla reprezentacji w latach 1950–1958 zdobył 558 pkt.
W lidze zadebiutował w barwach Lecha Poznań w sezonie 1948/1949. Klubowi temu pozostał wierny przez 13 sezonów do zakończenia kariery w sezonie 1960/1961. Zdobył mistrzostwo Polski w latach 1949, 1951, 1955, 1958, srebrny medal w latach 1950, 1961, brązowy medal w latach 1956, 1959, piąte miejsce w latach 1953, 1957, 1960, siódme miejsce w 1954, dziesiąte miejsce w 1952, a także Puchar Polski w 1955.
Został pochowany na Cmentarzu Junikowo w Poznaniu (kwatera 2N-1-22).

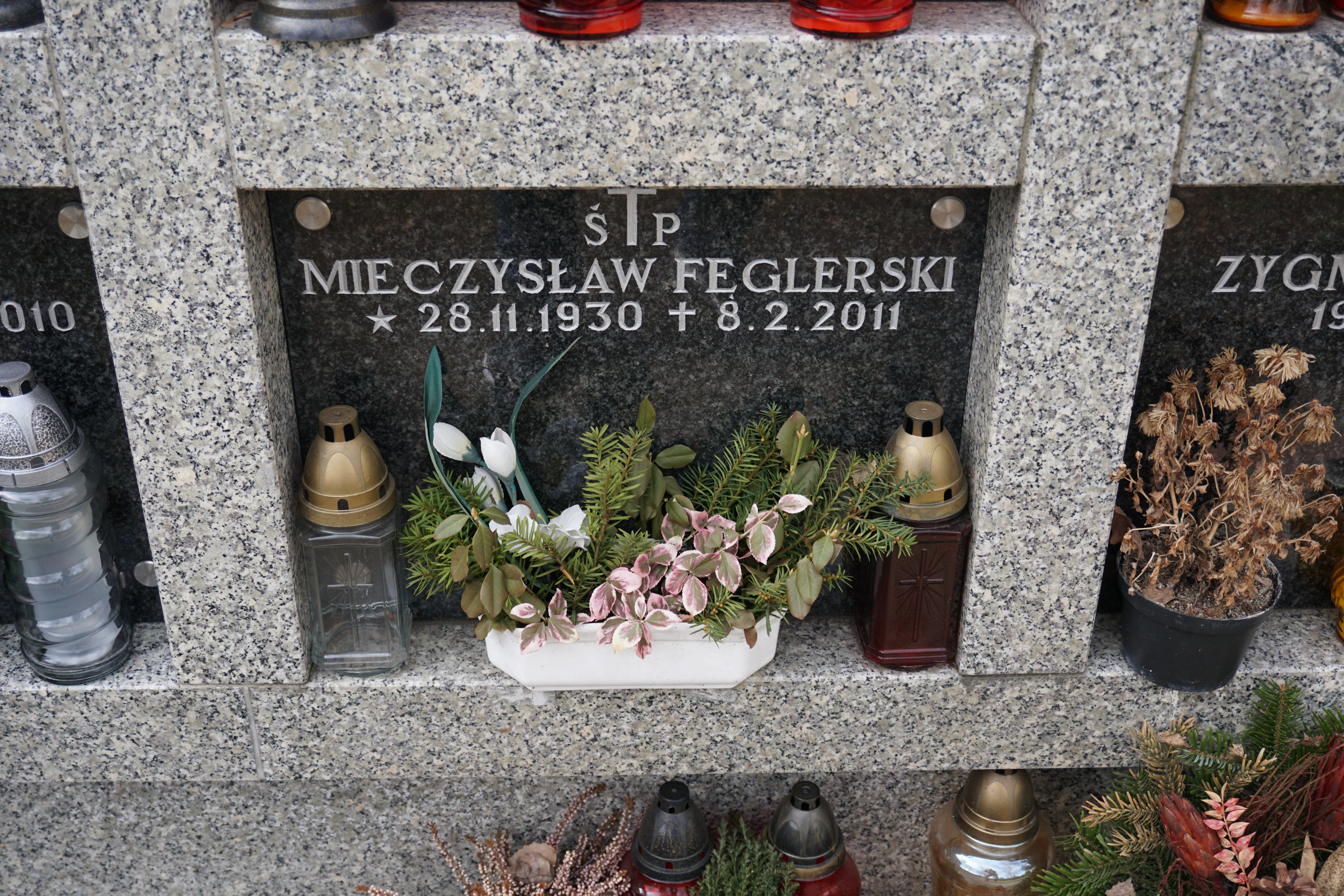
Grób Mieczysława Fęglerskiego na Cmentarzu Junikowskim

## Osiągnięcia
Drużynowe
- Mistrz Polski (1949, 1951, 1955, 1958)
- Wicemistrz Polski (1950, 1961)
- Brązowy medalista mistrzostw Polski (1956, 1959)
- Zdobywca Pucharu Polski (1955)

Reprezentacja
- Uczestnik mistrzostw Europy (1955 – Budapeszt, 1957 – Sofia)